# Філарет (Амфітеатров)
Митрополит Філарет (в миру Федір Георгійович Амфітеатров; 17 квітня 1779, с. Високе, Орловська губернія — 21 грудня 1857 (3 січня 1858), Київ) — український церковний діяч, митрополит Київський і Галицький (1837—1857).

## Біографія
Народився у родині сільського священика. 1789 року вступив до Орловського духовного училища, 1795 року переведений до богословського класу Севської семінарії, яку закінчив 1797 року.
1798 року прийняв чернечий постриг з іменем Філарет. Працював викладачем Севської семінарії, а 1802 року став її ректором. 1804 року переведений до Уфи, призначений ректором Оренбурзької духовної семінарії. У 1810 році став ректором Тобольської духовної семінарії. 1813 року переведений у Санкт-Петербург, а 1814 року призначений інспектором Московської духовної академії.
1819 року отримав сан єпископа. Єпископ Калузький (1819—1825), Рязанський (1825—1828). З 1826 року — архієпископ, з 1828 до 1836 років — архієпископ Казанський.

### Київська кафедра
18 квітня 1837 року призначений митрополитом київським.
За 20-річне служіння виявив себе як добрий пастир, що поєднував у собі усі християнські чесноти та суворо дотримувався чернецького статуту.
Уся Україна на початок 40-х рр. ХІХ ст. перебувала у глибокій соціальній та економічній кризі. Під важким ярмом кріпосного права задихалось українське православне селянство, а духовенство було пасивним свідком цього жахливого становища своєї пастви.
У 40-х рр. ХІХ ст. через напружені відносини між поміщиками і кріпаками спалахнула низка селянських заворушень у Київській губернії. Як правило, поміщиками були поляки-католики, тому вони підозрювали православних сільських священиків у причетності до заворушень. Владика Філарет рішуче виступив на захист свого духовенства. Митрополит вказував на те, що справжня причина селянських повстань — це надмірно важке і нестерпне їх становище під владою поміщиків-поляків.
Слід зазначити, що преосвященний Філарет взагалі дуже гаряче любив селянство, свідченням цього є випадок, коли владика Філарет допоміг бідному селянинові з похороном дружини.
За прикладом свого святого покровителя — преподобного Філарета Милостивого, митрополит вночі виїжджав у місто, щоб таємно подати милостиню до будинків тих сімей, які найбільше відчували матеріальну скруту. Протягом свого служіння у Києві, він виділив близько 43 000 руб для дітей-сиріт, а також усе своє грошове утримування з Лаври віддавав бідним.

Збереглась одна його резолюція:
Священика Н., який утискував удовиць і сиріт, піддати забороні у священнослужінні до того часу, поки він не вибачиться і не задовольнить потреб ображених ним людей, від тих прибутків, що належать йому.
Він заборонив відволікати братію монастиря на польові роботи, суворо стежив за моральним станом братії, постійно наставляв їх своїми добрими і мудрими повчаннями. Незабаром і братія стала ставитися до свого Архіпастиря з побожним шануванням і любов'ю. Сучасники говорили про владику:
Ми знали його як доблесного подвижника, встигав до того ж і виховувати подвижників.
Митрополит Філарет (Амфітеатров), будучи строгим аскетом, вимагав від усіх своїх підлеглих найперше плодів послуху і благочестя.
Митрополит написав «Дев'ять Правил» для монахів Лаври, які мали підняти молитовно-аскетичний дух української святині. Так, між іншим, 7-е правило нагадує ченцям, що вони повинні поводитись «згідно з вимогами монастирського життя» і «достойно святості місця Києво-Печерської Лаври», інакше будуть вигнані з неї.
Святитель володів даром духовного зцілення, даром чудотворення, даром чудової пам'яті і відважної молитви. Він удостоївся багатьох благодатних одкровень і видінь.

Одним з висловів його було:
Йти завжди прямим шляхом, це було моїм постійним правилом, і було добре. Часто траплялося мені, з найперших пір служби, бувати у великій тісноті обставин, і зверху тиснуть і з боку тиснуть, а я все тримався одного прямого шляху і так міркував: як люди не хитрують, ні силуюються, а Бог всіх перемудрить і пересилить.
Відновив Голосіївську та Китаївську пустині, створив Києво-Софійське духовне училище.
Найголовнішу увагу було звернено на благоустрій Києво-Печерської Лаври. Перед побудовою кам'яних храмів, на думку святителя Філарета, потрібно розбудувати внутрішні храми у серцях ченців і настоятелів монастирів.
У зв'язку зі збільшенням чисельності послушників і ченців Лаври було добудовано ряд братських корпусів, а також збільшено ризницю. Разом з тим було звернено увагу на Лаврську друкарню, яка була на той час чи не єдиним духовним органом у Києві. За наказом митрополита її корпус перебудували, а на території Лаври відкрили крамницю для продажу церковних книг. У 1851 р. було збудовано новий будинок, який мав стати складом для зберігання книг.
У 1856 р. митрополит Філарет відсилає замовлення у Берлін на закупівлю восьми друкарських верстатів. Після цього справа з книгодрукуванням вийшла на зовсім інший рівень. З благословення владики у друкарні було видано значним накладом Часослови і Псалтирі. 42 000 екземплярів цих видань розійшлись одразу ж після випуску. За цими книгами навчалось грамоти усе підростаюче покоління часів митрополита Філарета не тільки України, але й сусідніх з нею білоруських і російських губерній.
Особливо урочисто було відсвятковано при владиці Філареті облаштування благоустрою Михайлівського Золотоверхого монастиря.
Не без впливу митрополита, відома тодішня благодійниця — графиня Анна Орлова пожертвувала 40 000 руб. на влаштування срібної раки і гробниці для мощей св. Варвари.

## Хвороба
У грудні 1855 року Високопреосвященний Філарет сильно захворів. Після вельми тяжкої хвороби Філарет став знемагати, піддаватися частим недугам, але переносив їх з дивовижним терпінням і добродушністю, знаючи, що вони наближають жаданий для нього час переселення в життя вічне.

## Упокоєння
Напередодні своєї смерті митрополит Філарет (Амфітеатров) запросив у свою кімнату усіх духовних осіб Лаври та Академії і, благословивши їх іконою, попрощався з ними до зустрічі у небесному житті.
21 грудня (3 січня) 1857 року на сімдесят шостому році життя, святитель Філарет, який очолював Київську кафедру протягом двадцяти років, відійшов у блаженну вічність.
Було прочитано «передсмертний заповіт» митрополита Філарета, згідно з яким усі особисті речі (ряси, панагії, підрясники, ризи і митри) віддано у Києво-Печерську Лавру, особисту бібліотеку — Духовній Семінарії, а з коштів, які майже всі роздав протягом свого земного життя, звелів поділити на три частини: третину на похорон, третину убогим і третину на Києво-Софійське духовне училище та «Єпархіальне Опікунство бідного духовенства».
Похований у Хрестовоздвиженській церкві у Лаврі.

## Мощі
Мощі святителя знайдені в 1994 році і перенесені в Дальні печери Києво-Печерської Лаври.

## Праці
1. Бесіди на Євангеліє від Матвія;
2. Бесіди на Євангеліє від Іоанна;
3. Слова й речі сказані в різні часи;
4. Слово в день тезоіменитства благочестивого государя-імператора Миколи Павловича сказане в Києво-Печерській Лаврі 6 грудня 1854 року;
5. «Дев'ять Правил» для монахів Лаври
6. Переписка з патріархами Єрусалимським, Константинопольським, Олександрійським і Дамаським;
7. Курс лекцій по догматичному богослов'ю і тлумаченню Святого Письма;
8. Слово на новий 1822 рік;
9. Слово в день Вознесіння Господнього. 1814 р.;
10. Євгеній, митроп. Київський і Галицький;

## Пам'ять

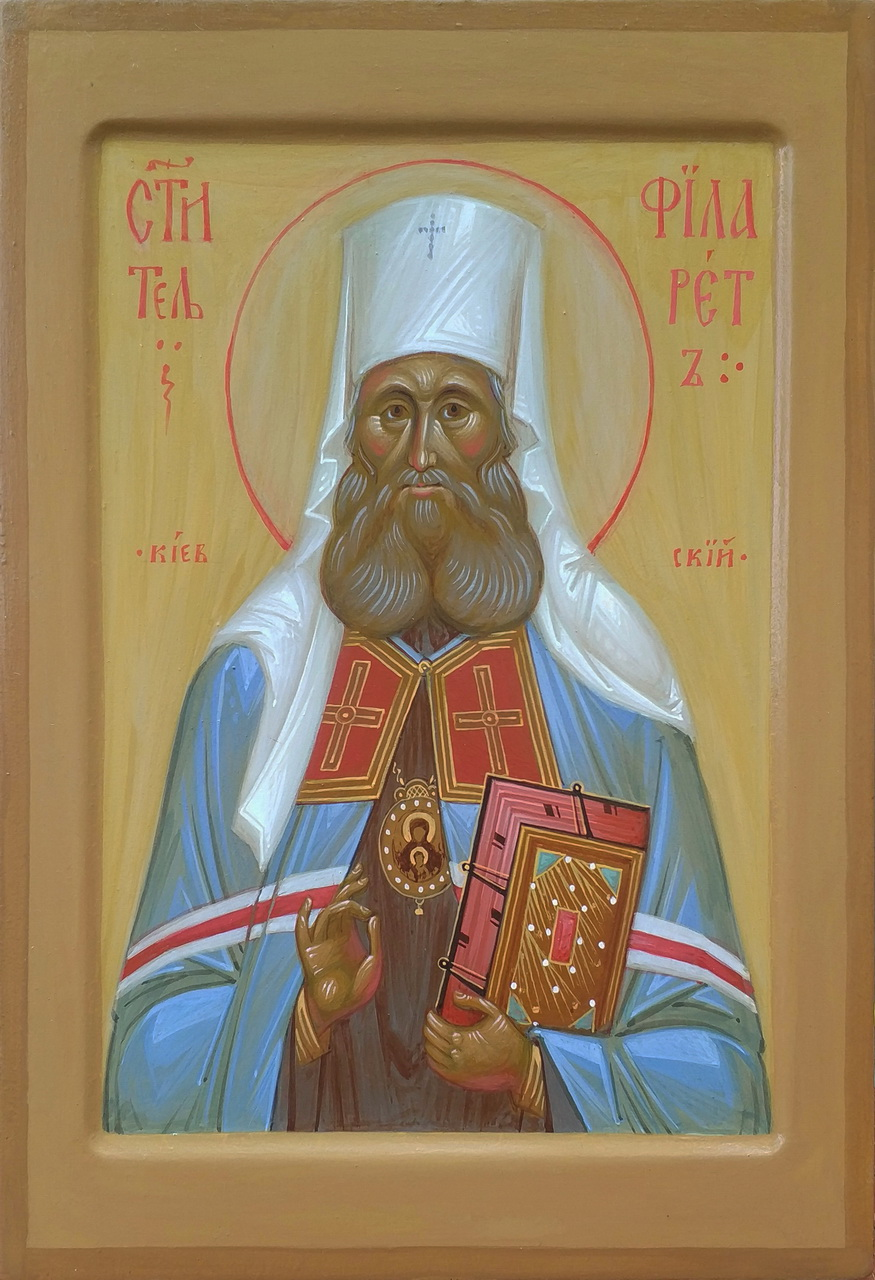
Святитель Філарет Київський. Ікона, Преображенський В., Київ, 2018

День пам'яті — 28 липня, 21 грудня.
23 жовтня вшановується день знайдення нетлінних мощей святителя Філарета.